# Microdynerus timaditensis
Microdynerus timaditensis är en stekelart som först beskrevs av Giordani Soika 1952.  Microdynerus timaditensis ingår i släktet Microdynerus och familjen Eumenidae. Inga underarter finns listade i Catalogue of Life.